# Lista di asteroidi (456001-457000)
Di seguito una lista di asteroidi dal numero 456001 al 457000 con data di scoperta e scopritore.

## 456001-456100
| Nome     | Designazione provvisoria | Data di scoperta | Scopritore        |
| -------- | ------------------------ | ---------------- | ----------------- |
| 456001 - | 2005 XF109               | 22 novembre 2005 | Spacewatch        |
| 456002 - | 2005 YZ5                 | 4 dicembre 2005  | Spacewatch        |
| 456003 - | 2005 YV6                 | 4 dicembre 2005  | Spacewatch        |
| 456004 - | 2005 YM20                | 24 dicembre 2005 | Spacewatch        |
| 456005 - | 2005 YR21                | 24 dicembre 2005 | Spacewatch        |
| 456006 - | 2005 YC23                | 24 dicembre 2005 | Spacewatch        |
| 456007 - | 2005 YE45                | 25 dicembre 2005 | Spacewatch        |
| 456008 - | 2005 YG45                | 26 novembre 2005 | Mt. Lemmon Survey |
| 456009 - | 2005 YQ51                | 1º dicembre 2005 | Mt. Lemmon Survey |
| 456010 - | 2005 YS58                | 24 dicembre 2005 | Spacewatch        |
| 456011 - | 2005 YX65                | 25 dicembre 2005 | Spacewatch        |
| 456012 - | 2005 YT68                | 26 dicembre 2005 | Spacewatch        |
| 456013 - | 2005 YX68                | 26 dicembre 2005 | Spacewatch        |
| 456014 - | 2005 YS69                | 26 dicembre 2005 | Spacewatch        |
| 456015 - | 2005 YT73                | 8 dicembre 2005  | Spacewatch        |
| 456016 - | 2005 YC77                | 24 dicembre 2005 | Spacewatch        |
| 456017 - | 2005 YO81                | 24 dicembre 2005 | Spacewatch        |
| 456018 - | 2005 YY81                | 25 novembre 2005 | Mt. Lemmon Survey |
| 456019 - | 2005 YM83                | 24 dicembre 2005 | Spacewatch        |
| 456020 - | 2005 YU83                | 24 dicembre 2005 | Spacewatch        |
| 456021 - | 2005 YY84                | 25 dicembre 2005 | Spacewatch        |
| 456022 - | 2005 YW86                | 25 dicembre 2005 | Mt. Lemmon Survey |
| 456023 - | 2005 YB88                | 25 dicembre 2005 | Mt. Lemmon Survey |
| 456024 - | 2005 YN93                | 26 dicembre 2005 | Spacewatch        |
| 456025 - | 2005 YQ94                | 30 novembre 2005 | LINEAR            |
| 456026 - | 2005 YN102               | 25 dicembre 2005 | Spacewatch        |
| 456027 - | 2005 YY104               | 2 dicembre 2005  | Mt. Lemmon Survey |
| 456028 - | 2005 YZ104               | 2 dicembre 2005  | Mt. Lemmon Survey |
| 456029 - | 2005 YA114               | 25 dicembre 2005 | Spacewatch        |
| 456030 - | 2005 YP114               | 25 dicembre 2005 | Spacewatch        |
| 456031 - | 2005 YV114               | 25 dicembre 2005 | Spacewatch        |
| 456032 - | 2005 YY115               | 25 dicembre 2005 | Spacewatch        |
| 456033 - | 2005 YZ115               | 25 dicembre 2005 | Spacewatch        |
| 456034 - | 2005 YE132               | 25 dicembre 2005 | Mt. Lemmon Survey |
| 456035 - | 2005 YX140               | 1º dicembre 2005 | Mt. Lemmon Survey |
| 456036 - | 2005 YW154               | 29 dicembre 2005 | Spacewatch        |
| 456037 - | 2005 YB158               | 27 dicembre 2005 | Spacewatch        |
| 456038 - | 2005 YH164               | 21 dicembre 2005 | Spacewatch        |
| 456039 - | 2005 YL166               | 1º dicembre 2005 | Mt. Lemmon Survey |
| 456040 - | 2005 YU176               | 22 dicembre 2005 | Spacewatch        |
| 456041 - | 2005 YE180               | 27 dicembre 2005 | Spacewatch        |
| 456042 - | 2005 YF200               | 26 dicembre 2005 | Spacewatch        |
| 456043 - | 2005 YC205               | 26 dicembre 2005 | Mt. Lemmon Survey |
| 456044 - | 2005 YP215               | 6 novembre 2005  | Mt. Lemmon Survey |
| 456045 - | 2005 YA216               | 24 dicembre 2005 | Spacewatch        |
| 456046 - | 2005 YT216               | 29 dicembre 2005 | Mt. Lemmon Survey |
| 456047 - | 2005 YS239               | 29 dicembre 2005 | Spacewatch        |
| 456048 - | 2005 YX264               | 25 dicembre 2005 | Spacewatch        |
| 456049 - | 2005 YB266               | 27 dicembre 2005 | Spacewatch        |
| 456050 - | 2005 YR267               | 25 dicembre 2005 | Mt. Lemmon Survey |
| 456051 - | 2006 AW                  | 5 gennaio 2006   | CSS               |
| 456052 - | 2006 AS14                | 6 dicembre 2005  | Mt. Lemmon Survey |
| 456053 - | 2006 AY22                | 4 gennaio 2006   | Spacewatch        |
| 456054 - | 2006 AA24                | 4 gennaio 2006   | CSS               |
| 456055 - | 2006 AG30                | 2 gennaio 2006   | Mt. Lemmon Survey |
| 456056 - | 2006 AW35                | 22 dicembre 2005 | Spacewatch        |
| 456057 - | 2006 AF37                | 4 gennaio 2006   | Spacewatch        |
| 456058 - | 2006 AB38                | 5 gennaio 2006   | Mt. Lemmon Survey |
| 456059 - | 2006 AV38                | 25 dicembre 2005 | Mt. Lemmon Survey |
| 456060 - | 2006 AZ46                | 25 dicembre 2005 | Spacewatch        |
| 456061 - | 2006 AY53                | 5 gennaio 2006   | Spacewatch        |
| 456062 - | 2006 AK58                | 30 novembre 2005 | Mt. Lemmon Survey |
| 456063 - | 2006 AA60                | 5 gennaio 2006   | Spacewatch        |
| 456064 - | 2006 AT61                | 28 dicembre 2005 | Spacewatch        |
| 456065 - | 2006 AX63                | 4 dicembre 2005  | Mt. Lemmon Survey |
| 456066 - | 2006 AH65                | 8 gennaio 2006   | Spacewatch        |
| 456067 - | 2006 AF70                | 6 gennaio 2006   | Spacewatch        |
| 456068 - | 2006 AS74                | 7 gennaio 2006   | LINEAR            |
| 456069 - | 2006 AR80                | 6 gennaio 2006   | Mt. Lemmon Survey |
| 456070 - | 2006 AV92                | 7 gennaio 2006   | Spacewatch        |
| 456071 - | 2006 AF105               | 10 gennaio 2006  | Mt. Lemmon Survey |
| 456072 - | 2006 BC11                | 6 dicembre 2005  | Mt. Lemmon Survey |
| 456073 - | 2006 BZ17                | 28 ottobre 2005  | Mt. Lemmon Survey |
| 456074 - | 2006 BK23                | 6 gennaio 2006   | Mt. Lemmon Survey |
| 456075 - | 2006 BB35                | 8 gennaio 2006   | Spacewatch        |
| 456076 - | 2006 BM36                | 23 gennaio 2006  | Spacewatch        |
| 456077 - | 2006 BT38                | 24 gennaio 2006  | Spacewatch        |
| 456078 - | 2006 BE56                | 23 gennaio 2006  | Mt. Lemmon Survey |
| 456079 - | 2006 BU59                | 12 novembre 2005 | Spacewatch        |
| 456080 - | 2006 BZ66                | 23 gennaio 2006  | Spacewatch        |
| 456081 - | 2006 BA68                | 23 gennaio 2006  | Spacewatch        |
| 456082 - | 2006 BF71                | 23 gennaio 2006  | Spacewatch        |
| 456083 - | 2006 BT76                | 23 gennaio 2006  | Spacewatch        |
| 456084 - | 2006 BW84                | 25 gennaio 2006  | Spacewatch        |
| 456085 - | 2006 BF88                | 25 gennaio 2006  | Spacewatch        |
| 456086 - | 2006 BK88                | 25 gennaio 2006  | Spacewatch        |
| 456087 - | 2006 BF106               | 7 gennaio 2006   | Mt. Lemmon Survey |
| 456088 - | 2006 BL113               | 5 gennaio 2006   | Mt. Lemmon Survey |
| 456089 - | 2006 BM114               | 25 gennaio 2006  | Spacewatch        |
| 456090 - | 2006 BR123               | 26 gennaio 2006  | Spacewatch        |
| 456091 - | 2006 BE128               | 26 gennaio 2006  | Spacewatch        |
| 456092 - | 2006 BD137               | 5 gennaio 2006   | Mt. Lemmon Survey |
| 456093 - | 2006 BM152               | 25 gennaio 2006  | Spacewatch        |
| 456094 - | 2006 BH164               | 26 gennaio 2006  | Mt. Lemmon Survey |
| 456095 - | 2006 BO167               | 26 gennaio 2006  | Mt. Lemmon Survey |
| 456096 - | 2006 BC177               | 27 gennaio 2006  | Spacewatch        |
| 456097 - | 2006 BZ177               | 27 gennaio 2006  | Mt. Lemmon Survey |
| 456098 - | 2006 BS194               | 30 gennaio 2006  | Spacewatch        |
| 456099 - | 2006 BJ214               | 23 gennaio 2006  | CSS               |
| 456100 - | 2006 BZ222               | 30 gennaio 2006  | Spacewatch        |

## 456101-456200
| Nome     | Designazione provvisoria | Data di scoperta | Scopritore           |
| -------- | ------------------------ | ---------------- | -------------------- |
| 456101 - | 2006 BE225               | 30 gennaio 2006  | Spacewatch           |
| 456102 - | 2006 BO226               | 7 gennaio 2006   | Mt. Lemmon Survey    |
| 456103 - | 2006 BZ227               | 30 gennaio 2006  | Spacewatch           |
| 456104 - | 2006 BN230               | 23 gennaio 2006  | Spacewatch           |
| 456105 - | 2006 BO238               | 23 gennaio 2006  | Spacewatch           |
| 456106 - | 2006 BS250               | 31 gennaio 2006  | Spacewatch           |
| 456107 - | 2006 BZ253               | 31 gennaio 2006  | Spacewatch           |
| 456108 - | 2006 BY274               | 23 gennaio 2006  | Mt. Lemmon Survey    |
| 456109 - | 2006 BT277               | 30 gennaio 2006  | Spacewatch           |
| 456110 - | 2006 BF284               | 31 gennaio 2006  | Spacewatch           |
| 456111 - | 2006 CV2                 | 23 gennaio 2006  | Mt. Lemmon Survey    |
| 456112 - | 2006 CW19                | 1º febbraio 2006 | Mt. Lemmon Survey    |
| 456113 - | 2006 CR32                | 2 febbraio 2006  | Spacewatch           |
| 456114 - | 2006 CP35                | 25 dicembre 2005 | Spacewatch           |
| 456115 - | 2006 CF50                | 20 gennaio 2006  | Spacewatch           |
| 456116 - | 2006 CS56                | 4 febbraio 2006  | Mt. Lemmon Survey    |
| 456117 - | 2006 CY56                | 4 febbraio 2006  | Mt. Lemmon Survey    |
| 456118 - | 2006 DK2                 | 26 gennaio 2006  | Mt. Lemmon Survey    |
| 456119 - | 2006 DN24                | 25 gennaio 2006  | Spacewatch           |
| 456120 - | 2006 DC25                | 20 febbraio 2006 | Spacewatch           |
| 456121 - | 2006 DZ27                | 20 febbraio 2006 | Spacewatch           |
| 456122 - | 2006 DZ54                | 24 febbraio 2006 | Spacewatch           |
| 456123 - | 2006 DD63                | 24 febbraio 2006 | Spacewatch           |
| 456124 - | 2006 DH76                | 24 febbraio 2006 | Spacewatch           |
| 456125 - | 2006 DQ83                | 24 febbraio 2006 | Spacewatch           |
| 456126 - | 2006 DT86                | 24 febbraio 2006 | Spacewatch           |
| 456127 - | 2006 DY87                | 24 febbraio 2006 | Spacewatch           |
| 456128 - | 2006 DD99                | 25 febbraio 2006 | Spacewatch           |
| 456129 - | 2006 DO99                | 25 febbraio 2006 | Spacewatch           |
| 456130 - | 2006 DO100               | 26 gennaio 2006  | Spacewatch           |
| 456131 - | 2006 DY103               | 25 febbraio 2006 | Mt. Lemmon Survey    |
| 456132 - | 2006 DF106               | 25 febbraio 2006 | Mt. Lemmon Survey    |
| 456133 - | 2006 DZ108               | 25 febbraio 2006 | Spacewatch           |
| 456134 - | 2006 DT110               | 25 febbraio 2006 | Spacewatch           |
| 456135 - | 2006 DO132               | 25 febbraio 2006 | Spacewatch           |
| 456136 - | 2006 DD134               | 31 gennaio 2006  | Spacewatch           |
| 456137 - | 2006 DQ139               | 8 gennaio 2002   | Spacewatch           |
| 456138 - | 2006 DN142               | 4 febbraio 2006  | Mt. Lemmon Survey    |
| 456139 - | 2006 DZ144               | 25 febbraio 2006 | Mt. Lemmon Survey    |
| 456140 - | 2006 DA145               | 25 febbraio 2006 | Mt. Lemmon Survey    |
| 456141 - | 2006 DN148               | 25 febbraio 2006 | Spacewatch           |
| 456142 - | 2006 DY177               | 27 febbraio 2006 | Mt. Lemmon Survey    |
| 456143 - | 2006 DH188               | 27 febbraio 2006 | Spacewatch           |
| 456144 - | 2006 EQ2                 | 1º marzo 2006    | Ries, W.             |
| 456145 - | 2006 EN9                 | 24 febbraio 2006 | Spacewatch           |
| 456146 - | 2006 EH26                | 1º febbraio 2006 | Mt. Lemmon Survey    |
| 456147 - | 2006 ES44                | 25 febbraio 2006 | Spacewatch           |
| 456148 - | 2006 EB53                | 2 marzo 2006     | Spacewatch           |
| 456149 - | 2006 EA73                | 4 marzo 2006     | Mt. Lemmon Survey    |
| 456150 - | 2006 FE2                 | 3 marzo 2006     | Spacewatch           |
| 456151 - | 2006 FV5                 | 23 marzo 2006    | Mt. Lemmon Survey    |
| 456152 - | 2006 FZ14                | 23 marzo 2006    | Spacewatch           |
| 456153 - | 2006 FZ15                | 27 febbraio 2006 | Spacewatch           |
| 456154 - | 2006 FQ20                | 23 marzo 2006    | Spacewatch           |
| 456155 - | 2006 FP30                | 2 marzo 2006     | Mt. Lemmon Survey    |
| 456156 - | 2006 FU33                | 26 marzo 2006    | Siding Spring Survey |
| 456157 - | 2006 FT53                | 26 marzo 2006    | Mt. Lemmon Survey    |
| 456158 - | 2006 GJ1                 | 2 aprile 2006    | Spacewatch           |
| 456159 - | 2006 GO2                 | 2 aprile 2006    | Bickel, W.           |
| 456160 - | 2006 GJ7                 | 2 aprile 2006    | Spacewatch           |
| 456161 - | 2006 GG17                | 2 aprile 2006    | Spacewatch           |
| 456162 - | 2006 GS18                | 2 aprile 2006    | Spacewatch           |
| 456163 - | 2006 GW21                | 2 aprile 2006    | Spacewatch           |
| 456164 - | 2006 GJ37                | 2 aprile 2006    | CSS                  |
| 456165 - | 2006 GA41                | 7 aprile 2006    | CSS                  |
| 456166 - | 2006 GD51                | 4 marzo 2006     | CSS                  |
| 456167 - | 2006 HF3                 | 23 marzo 2006    | Spacewatch           |
| 456168 - | 2006 HS4                 | 23 marzo 2006    | Spacewatch           |
| 456169 - | 2006 HV9                 | 19 aprile 2006   | Spacewatch           |
| 456170 - | 2006 HX9                 | 19 aprile 2006   | Spacewatch           |
| 456171 - | 2006 HQ11                | 19 aprile 2006   | Spacewatch           |
| 456172 - | 2006 HY22                | 20 aprile 2006   | Spacewatch           |
| 456173 - | 2006 HC26                | 20 aprile 2006   | Spacewatch           |
| 456174 - | 2006 HG27                | 20 aprile 2006   | Spacewatch           |
| 456175 - | 2006 HU33                | 7 aprile 2006    | Spacewatch           |
| 456176 - | 2006 HE36                | 24 febbraio 2006 | Spacewatch           |
| 456177 - | 2006 HJ41                | 2 marzo 2006     | Spacewatch           |
| 456178 - | 2006 HZ43                | 24 aprile 2006   | Spacewatch           |
| 456179 - | 2006 HP48                | 20 aprile 2006   | Spacewatch           |
| 456180 - | 2006 HR48                | 23 marzo 2006    | Spacewatch           |
| 456181 - | 2006 HS58                | 21 aprile 2006   | CSS                  |
| 456182 - | 2006 HP65                | 24 aprile 2006   | Spacewatch           |
| 456183 - | 2006 HS65                | 24 aprile 2006   | Spacewatch           |
| 456184 - | 2006 HY68                | 24 aprile 2006   | Mt. Lemmon Survey    |
| 456185 - | 2006 HG70                | 25 aprile 2006   | Spacewatch           |
| 456186 - | 2006 HU74                | 25 aprile 2006   | Spacewatch           |
| 456187 - | 2006 HN77                | 25 aprile 2006   | Spacewatch           |
| 456188 - | 2006 HD78                | 24 marzo 2006    | Spacewatch           |
| 456189 - | 2006 HB85                | 26 aprile 2006   | Siding Spring Survey |
| 456190 - | 2006 HM89                | 20 aprile 2006   | CSS                  |
| 456191 - | 2006 HT89                | 25 aprile 2006   | CSS                  |
| 456192 - | 2006 HB99                | 30 aprile 2006   | Spacewatch           |
| 456193 - | 2006 HN102               | 30 aprile 2006   | Spacewatch           |
| 456194 - | 2006 HB118               | 5 marzo 2006     | Spacewatch           |
| 456195 - | 2006 HE119               | 21 aprile 2006   | Spacewatch           |
| 456196 - | 2006 HU119               | 30 aprile 2006   | Spacewatch           |
| 456197 - | 2006 HJ121               | 19 aprile 2006   | Spacewatch           |
| 456198 - | 2006 HE151               | 27 aprile 2006   | CSS                  |
| 456199 - | 2006 JX10                | 1º maggio 2006   | Spacewatch           |
| 456200 - | 2006 JM12                | 1º maggio 2006   | Spacewatch           |

## 456201-456300
| Nome     | Designazione provvisoria | Data di scoperta  | Scopritore           |
| -------- | ------------------------ | ----------------- | -------------------- |
| 456201 - | 2006 JY13                | 3 maggio 2006     | Spacewatch           |
| 456202 - | 2006 JQ16                | 2 maggio 2006     | Spacewatch           |
| 456203 - | 2006 JL19                | 24 aprile 2006    | Spacewatch           |
| 456204 - | 2006 JV19                | 24 aprile 2006    | Spacewatch           |
| 456205 - | 2006 JG31                | 3 maggio 2006     | Spacewatch           |
| 456206 - | 2006 JH31                | 29 aprile 2006    | Spacewatch           |
| 456207 - | 2006 JA32                | 19 febbraio 2002  | ADAS                 |
| 456208 - | 2006 JQ36                | 4 maggio 2006     | Spacewatch           |
| 456209 - | 2006 JP45                | 8 maggio 2006     | Mt. Lemmon Survey    |
| 456210 - | 2006 JD60                | 24 aprile 2006    | Spacewatch           |
| 456211 - | 2006 KA1                 | 19 maggio 2006    | Mt. Lemmon Survey    |
| 456212 - | 2006 KL12                | 1º maggio 2006    | CSS                  |
| 456213 - | 2006 KS19                | 16 maggio 2006    | NEAT                 |
| 456214 - | 2006 KM29                | 20 maggio 2006    | CSS                  |
| 456215 - | 2006 KS30                | 20 maggio 2006    | Spacewatch           |
| 456216 - | 2006 KB34                | 20 maggio 2006    | Spacewatch           |
| 456217 - | 2006 KX36                | 21 maggio 2006    | Mt. Lemmon Survey    |
| 456218 - | 2006 KH37                | 22 maggio 2006    | Spacewatch           |
| 456219 - | 2006 KW40                | 19 maggio 2006    | CSS                  |
| 456220 - | 2006 KH44                | 21 maggio 2006    | Spacewatch           |
| 456221 - | 2006 KW44                | 21 maggio 2006    | Spacewatch           |
| 456222 - | 2006 KU46                | 20 aprile 2006    | Spacewatch           |
| 456223 - | 2006 KD51                | 21 maggio 2006    | Mt. Lemmon Survey    |
| 456224 - | 2006 KT52                | 21 maggio 2006    | Spacewatch           |
| 456225 - | 2006 KV53                | 21 maggio 2006    | Spacewatch           |
| 456226 - | 2006 KK58                | 22 maggio 2006    | Spacewatch           |
| 456227 - | 2006 KC62                | 8 maggio 2006     | Mt. Lemmon Survey    |
| 456228 - | 2006 KL62                | 22 maggio 2006    | Spacewatch           |
| 456229 - | 2006 KT66                | 24 maggio 2006    | Spacewatch           |
| 456230 - | 2006 KG73                | 9 maggio 2006     | Mt. Lemmon Survey    |
| 456231 - | 2006 KW86                | 26 maggio 2006    | Mt. Lemmon Survey    |
| 456232 - | 2006 KB93                | 25 maggio 2006    | Spacewatch           |
| 456233 - | 2006 KF95                | 25 maggio 2006    | Spacewatch           |
| 456234 - | 2006 KU99                | 28 maggio 2006    | Spacewatch           |
| 456235 - | 2006 KL117               | 29 maggio 2006    | Spacewatch           |
| 456236 - | 2006 KC123               | 20 maggio 2006    | Spacewatch           |
| 456237 - | 2006 MM6                 | 20 giugno 2006    | Mt. Lemmon Survey    |
| 456238 - | 2006 MA8                 | 18 giugno 2006    | Spacewatch           |
| 456239 - | 2006 MQ9                 | 20 giugno 2006    | Spacewatch           |
| 456240 - | 2006 OW                  | 18 luglio 2006    | Bickel, W.           |
| 456241 - | 2006 ON6                 | 21 luglio 2006    | Mt. Lemmon Survey    |
| 456242 - | 2006 OH8                 | 20 luglio 2006    | NEAT                 |
| 456243 - | 2006 OW18                | 11 marzo 2005     | Mt. Lemmon Survey    |
| 456244 - | 2006 PK5                 | 12 agosto 2006    | NEAT                 |
| 456245 - | 2006 PL6                 | 12 agosto 2006    | NEAT                 |
| 456246 - | 2006 PD34                | 15 agosto 2006    | NEAT                 |
| 456247 - | 2006 PZ37                | 13 agosto 2006    | NEAT                 |
| 456248 - | 2006 QG4                 | 18 agosto 2006    | Spacewatch           |
| 456249 - | 2006 QP4                 | 17 agosto 2006    | NEAT                 |
| 456250 - | 2006 QF7                 | 17 agosto 2006    | NEAT                 |
| 456251 - | 2006 QZ10                | 21 agosto 2006    | Spacewatch           |
| 456252 - | 2006 QJ24                | 17 agosto 2006    | NEAT                 |
| 456253 - | 2006 QE39                | 19 agosto 2006    | LONEOS               |
| 456254 - | 2006 QD88                | 27 agosto 2006    | Spacewatch           |
| 456255 - | 2006 QR101               | 19 agosto 2006    | Spacewatch           |
| 456256 - | 2006 QZ112               | 24 agosto 2006    | LINEAR               |
| 456257 - | 2006 QM132               | 22 agosto 2006    | Siding Spring Survey |
| 456258 - | 2006 QM148               | 18 agosto 2006    | Spacewatch           |
| 456259 - | 2006 QT148               | 18 agosto 2006    | Spacewatch           |
| 456260 - | 2006 QY164               | 29 agosto 2006    | LONEOS               |
| 456261 - | 2006 QL184               | 18 agosto 2006    | Spacewatch           |
| 456262 - | 2006 QX185               | 27 agosto 2006    | Spacewatch           |
| 456263 - | 2006 RW8                 | 12 settembre 2006 | CSS                  |
| 456264 - | 2006 RP21                | 15 settembre 2006 | Spacewatch           |
| 456265 - | 2006 RM23                | 12 settembre 2006 | CSS                  |
| 456266 - | 2006 RG27                | 14 settembre 2006 | CSS                  |
| 456267 - | 2006 RT33                | 12 settembre 2006 | CSS                  |
| 456268 - | 2006 RE42                | 14 settembre 2006 | Spacewatch           |
| 456269 - | 2006 RQ47                | 14 settembre 2006 | Spacewatch           |
| 456270 - | 2006 RK49                | 14 settembre 2006 | Spacewatch           |
| 456271 - | 2006 RX49                | 14 settembre 2006 | Spacewatch           |
| 456272 - | 2006 RS54                | 14 settembre 2006 | Spacewatch           |
| 456273 - | 2006 RU68                | 18 agosto 2006    | Spacewatch           |
| 456274 - | 2006 RM75                | 15 settembre 2006 | Spacewatch           |
| 456275 - | 2006 RV79                | 15 settembre 2006 | Spacewatch           |
| 456276 - | 2006 RB80                | 15 settembre 2006 | Spacewatch           |
| 456277 - | 2006 RC85                | 15 settembre 2006 | Spacewatch           |
| 456278 - | 2006 RX105               | 15 marzo 2004     | Spacewatch           |
| 456279 - | 2006 RL108               | 14 settembre 2006 | Masiero, J.          |
| 456280 - | 2006 SB1                 | 16 settembre 2006 | Spacewatch           |
| 456281 - | 2006 SC8                 | 16 settembre 2006 | CSS                  |
| 456282 - | 2006 ST8                 | 27 agosto 2006    | LONEOS               |
| 456283 - | 2006 SB17                | 17 settembre 2006 | Spacewatch           |
| 456284 - | 2006 SY26                | 16 settembre 2006 | CSS                  |
| 456285 - | 2006 SK56                | 19 settembre 2006 | CSS                  |
| 456286 - | 2006 SB74                | 19 settembre 2006 | Spacewatch           |
| 456287 - | 2006 SS76                | 20 settembre 2006 | Spacewatch           |
| 456288 - | 2006 SH77                | 19 settembre 2006 | CSS                  |
| 456289 - | 2006 SU82                | 18 settembre 2006 | Spacewatch           |
| 456290 - | 2006 SO92                | 18 settembre 2006 | Spacewatch           |
| 456291 - | 2006 SD95                | 18 settembre 2006 | Spacewatch           |
| 456292 - | 2006 SQ96                | 18 settembre 2006 | Spacewatch           |
| 456293 - | 2006 SE105               | 19 settembre 2006 | CSS                  |
| 456294 - | 2006 SS110               | 20 settembre 2006 | LINEAR               |
| 456295 - | 2006 SD116               | 24 settembre 2006 | LONEOS               |
| 456296 - | 2006 SB119               | 18 settembre 2006 | CSS                  |
| 456297 - | 2006 SB121               | 18 settembre 2006 | CSS                  |
| 456298 - | 2006 SG122               | 19 settembre 2006 | CSS                  |
| 456299 - | 2006 SN128               | 17 settembre 2006 | LONEOS               |
| 456300 - | 2006 SX128               | 17 settembre 2006 | CSS                  |

## 456301-456400
| Nome                | Designazione provvisoria | Data di scoperta  | Scopritore        |
| ------------------- | ------------------------ | ----------------- | ----------------- |
| 456301 -            | 2006 SV134               | 28 settembre 2006 | CSS               |
| 456302 -            | 2006 SU138               | 21 settembre 2006 | LONEOS            |
| 456303 -            | 2006 SY143               | 19 settembre 2006 | Spacewatch        |
| 456304 -            | 2006 SX144               | 19 settembre 2006 | Spacewatch        |
| 456305 -            | 2006 SP145               | 19 settembre 2006 | Spacewatch        |
| 456306 -            | 2006 ST171               | 25 settembre 2006 | Spacewatch        |
| 456307 -            | 2006 SQ187               | 26 settembre 2006 | Spacewatch        |
| 456308 -            | 2006 SH188               | 26 settembre 2006 | Spacewatch        |
| 456309 -            | 2006 SS199               | 24 settembre 2006 | Spacewatch        |
| 456310 -            | 2006 SJ211               | 16 settembre 2006 | Spacewatch        |
| 456311 -            | 2006 SN215               | 27 settembre 2006 | Spacewatch        |
| 456312 -            | 2006 SM238               | 26 settembre 2006 | Spacewatch        |
| 456313 -            | 2006 SV239               | 18 settembre 2006 | Spacewatch        |
| 456314 -            | 2006 SZ239               | 18 settembre 2006 | Spacewatch        |
| 456315 -            | 2006 SG246               | 26 settembre 2006 | Mt. Lemmon Survey |
| 456316 -            | 2006 SY268               | 26 settembre 2006 | Spacewatch        |
| 456317 -            | 2006 SZ283               | 26 settembre 2006 | CSS               |
| 456318 -            | 2006 SC287               | 22 settembre 2006 | LONEOS            |
| 456319 -            | 2006 SM289               | 26 settembre 2006 | CSS               |
| 456320 -            | 2006 SZ296               | 25 settembre 2006 | Spacewatch        |
| 456321 -            | 2006 SH310               | 27 settembre 2006 | Spacewatch        |
| 456322 -            | 2006 SD316               | 27 settembre 2006 | Spacewatch        |
| 456323 -            | 2006 SY319               | 17 settembre 2006 | Spacewatch        |
| 456324 -            | 2006 SB328               | 27 settembre 2006 | Spacewatch        |
| 456325 -            | 2006 SS336               | 28 settembre 2006 | Spacewatch        |
| 456326 -            | 2006 SG344               | 28 settembre 2006 | Spacewatch        |
| 456327 -            | 2006 SZ344               | 28 settembre 2006 | Spacewatch        |
| 456328 -            | 2006 SB345               | 28 settembre 2006 | Spacewatch        |
| 456329 -            | 2006 SW347               | 18 settembre 2006 | Spacewatch        |
| 456330 -            | 2006 SK350               | 18 settembre 2006 | Spacewatch        |
| 456331 -            | 2006 SU350               | 14 settembre 2006 | CSS               |
| 456332 -            | 2006 SC356               | 30 settembre 2006 | CSS               |
| 456333 -            | 2006 SB364               | 27 settembre 2006 | Mt. Lemmon Survey |
| 456334 -            | 2006 SN366               | 30 settembre 2006 | Mt. Lemmon Survey |
| 456335 -            | 2006 SG400               | 19 settembre 2006 | Spacewatch        |
| 456336 -            | 2006 SB403               | 26 settembre 2006 | Mt. Lemmon Survey |
| 456337 -            | 2006 SA410               | 28 novembre 1994  | Spacewatch        |
| 456338 -            | 2006 SE413               | 19 settembre 2006 | CSS               |
| 456339 -            | 2006 TO1                 | 1º ottobre 2006   | Eskridge          |
| 456340 -            | 2006 TW12                | 28 settembre 2006 | CSS               |
| 456341 -            | 2006 TD14                | 10 ottobre 2006   | NEAT              |
| 456342 -            | 2006 TK17                | 30 settembre 2006 | Mt. Lemmon Survey |
| 456343 -            | 2006 TW19                | 25 settembre 2006 | Mt. Lemmon Survey |
| 456344 -            | 2006 TN21                | 27 settembre 2006 | Mt. Lemmon Survey |
| 456345 -            | 2006 TY23                | 30 settembre 2006 | Mt. Lemmon Survey |
| 456346 -            | 2006 TN38                | 12 ottobre 2006   | Spacewatch        |
| 456347 -            | 2006 TT48                | 12 ottobre 2006   | Spacewatch        |
| 456348 -            | 2006 TU52                | 12 ottobre 2006   | Spacewatch        |
| 456349 -            | 2006 TE56                | 13 ottobre 2006   | Spacewatch        |
| 456350 -            | 2006 TX67                | 11 ottobre 2006   | NEAT              |
| 456351 -            | 2006 TT72                | 28 agosto 2006    | CSS               |
| 456352 -            | 2006 TR77                | 12 ottobre 2006   | Spacewatch        |
| 456353 -            | 2006 TM78                | 26 settembre 2006 | Mt. Lemmon Survey |
| 456354 -            | 2006 TA83                | 13 ottobre 2006   | Spacewatch        |
| 456355 -            | 2006 TG83                | 13 ottobre 2006   | Spacewatch        |
| 456356 -            | 2006 TT84                | 13 ottobre 2006   | Spacewatch        |
| 456357 -            | 2006 TO86                | 13 ottobre 2006   | Spacewatch        |
| 456358 -            | 2006 TV88                | 13 ottobre 2006   | Spacewatch        |
| 456359 -            | 2006 TY92                | 15 ottobre 2006   | Spacewatch        |
| 456360 -            | 2006 TB94                | 15 ottobre 2006   | Spacewatch        |
| 456361 -            | 2006 TP104               | 15 ottobre 2006   | Spacewatch        |
| 456362 -            | 2006 TG107               | 21 luglio 2006    | Mt. Lemmon Survey |
| 456363 -            | 2006 TH109               | 3 ottobre 2006    | Mt. Lemmon Survey |
| 456364 -            | 2006 TW112               | 25 febbraio 2004  | Yeung, W. K. Y.   |
| 456365 -            | 2006 TB114               | 1º ottobre 2006   | Becker, A. C.     |
| 456366 -            | 2006 TT121               | 2 ottobre 2006    | Mt. Lemmon Survey |
| 456367 -            | 2006 TP122               | 11 ottobre 2006   | NEAT              |
| 456368 -            | 2006 US1                 | 16 ottobre 2006   | Endate, K.        |
| 456369 -            | 2006 UE14                | 30 settembre 2006 | Mt. Lemmon Survey |
| 456370 -            | 2006 UT15                | 17 ottobre 2006   | Mt. Lemmon Survey |
| 456371 -            | 2006 UK23                | 16 ottobre 2006   | Spacewatch        |
| 456372 -            | 2006 UL24                | 4 ottobre 2006    | Mt. Lemmon Survey |
| 456373 -            | 2006 UO44                | 16 ottobre 2006   | Spacewatch        |
| 456374 -            | 2006 UX44                | 30 settembre 2006 | Mt. Lemmon Survey |
| 456375 -            | 2006 UJ48                | 17 ottobre 2006   | Spacewatch        |
| 456376 -            | 2006 UP53                | 17 ottobre 2006   | Mt. Lemmon Survey |
| 456377 -            | 2006 UU57                | 18 ottobre 2006   | Spacewatch        |
| 456378 Akashikaikyo | 2006 UA62                | 18 ottobre 2006   | Casulli, V. S.    |
| 456379 -            | 2006 US76                | 30 settembre 2006 | Spacewatch        |
| 456380 -            | 2006 UO78                | 17 ottobre 2006   | Spacewatch        |
| 456381 -            | 2006 UK79                | 17 ottobre 2006   | Spacewatch        |
| 456382 -            | 2006 UK81                | 4 ottobre 2006    | Mt. Lemmon Survey |
| 456383 -            | 2006 UY83                | 17 ottobre 2006   | Spacewatch        |
| 456384 -            | 2006 UQ85                | 17 ottobre 2006   | Spacewatch        |
| 456385 -            | 2006 UY91                | 26 settembre 2006 | Mt. Lemmon Survey |
| 456386 -            | 2006 UF93                | 30 settembre 2006 | Mt. Lemmon Survey |
| 456387 -            | 2006 UV122               | 19 ottobre 2006   | Spacewatch        |
| 456388 -            | 2006 UY138               | 19 ottobre 2006   | Spacewatch        |
| 456389 -            | 2006 UX139               | 19 ottobre 2006   | Spacewatch        |
| 456390 -            | 2006 UL140               | 19 ottobre 2006   | Spacewatch        |
| 456391 -            | 2006 UQ149               | 19 settembre 2006 | Spacewatch        |
| 456392 -            | 2006 UW149               | 27 settembre 2006 | CSS               |
| 456393 -            | 2006 UE150               | 20 ottobre 2006   | CSS               |
| 456394 -            | 2006 UG170               | 21 ottobre 2006   | Mt. Lemmon Survey |
| 456395 -            | 2006 UU179               | 16 ottobre 2006   | CSS               |
| 456396 -            | 2006 UX179               | 16 ottobre 2006   | CSS               |
| 456397 -            | 2006 UQ183               | 17 ottobre 2006   | CSS               |
| 456398 -            | 2006 UX190               | 19 ottobre 2006   | CSS               |
| 456399 -            | 2006 UE199               | 20 ottobre 2006   | Spacewatch        |
| 456400 -            | 2006 UK204               | 22 ottobre 2006   | NEAT              |

## 456401-456500
| Nome     | Designazione provvisoria | Data di scoperta  | Scopritore        |
| -------- | ------------------------ | ----------------- | ----------------- |
| 456401 - | 2006 UP207               | 23 ottobre 2006   | NEAT              |
| 456402 - | 2006 UY210               | 23 ottobre 2006   | Spacewatch        |
| 456403 - | 2006 US211               | 23 ottobre 2006   | Spacewatch        |
| 456404 - | 2006 UA220               | 30 settembre 2006 | CSS               |
| 456405 - | 2006 UH220               | 16 ottobre 2006   | Spacewatch        |
| 456406 - | 2006 US231               | 4 ottobre 2006    | Mt. Lemmon Survey |
| 456407 - | 2006 UL240               | 2 ottobre 2006    | Mt. Lemmon Survey |
| 456408 - | 2006 UP247               | 17 ottobre 2006   | Spacewatch        |
| 456409 - | 2006 UF250               | 27 ottobre 2006   | Mt. Lemmon Survey |
| 456410 - | 2006 UA268               | 19 ottobre 2006   | CSS               |
| 456411 - | 2006 UC268               | 27 ottobre 2006   | Mt. Lemmon Survey |
| 456412 - | 2006 UN275               | 28 ottobre 2006   | Spacewatch        |
| 456413 - | 2006 UR282               | 28 ottobre 2006   | Spacewatch        |
| 456414 - | 2006 UU284               | 27 settembre 2006 | Mt. Lemmon Survey |
| 456415 - | 2006 UC285               | 28 ottobre 2006   | Spacewatch        |
| 456416 - | 2006 UD322               | 16 ottobre 2006   | Spacewatch        |
| 456417 - | 2006 UU328               | 19 ottobre 2006   | Mt. Lemmon Survey |
| 456418 - | 2006 UG333               | 14 settembre 2006 | Spacewatch        |
| 456419 - | 2006 UM334               | 19 ottobre 2006   | Mt. Lemmon Survey |
| 456420 - | 2006 UB335               | 23 ottobre 2006   | Mt. Lemmon Survey |
| 456421 - | 2006 UA336               | 20 ottobre 2006   | Spacewatch        |
| 456422 - | 2006 UW348               | 25 settembre 2006 | Mt. Lemmon Survey |
| 456423 - | 2006 UU360               | 22 ottobre 2006   | Mt. Lemmon Survey |
| 456424 - | 2006 VQ3                 | 3 ottobre 2006    | Mt. Lemmon Survey |
| 456425 - | 2006 VY10                | 11 novembre 2006  | Mt. Lemmon Survey |
| 456426 - | 2006 VR16                | 30 settembre 2006 | Mt. Lemmon Survey |
| 456427 - | 2006 VE17                | 21 ottobre 2006   | Spacewatch        |
| 456428 - | 2006 VX17                | 13 ottobre 2006   | Spacewatch        |
| 456429 - | 2006 VJ24                | 10 novembre 2006  | Spacewatch        |
| 456430 - | 2006 VL27                | 21 ottobre 2006   | Spacewatch        |
| 456431 - | 2006 VX27                | 10 novembre 2006  | Spacewatch        |
| 456432 - | 2006 VQ28                | 19 ottobre 2006   | Mt. Lemmon Survey |
| 456433 - | 2006 VS28                | 10 novembre 2006  | Spacewatch        |
| 456434 - | 2006 VY28                | 10 novembre 2006  | Spacewatch        |
| 456435 - | 2006 VR31                | 11 novembre 2006  | Spacewatch        |
| 456436 - | 2006 VZ35                | 11 novembre 2006  | Mt. Lemmon Survey |
| 456437 - | 2006 VD36                | 28 settembre 2006 | Mt. Lemmon Survey |
| 456438 - | 2006 VY46                | 1º novembre 2006  | Mt. Lemmon Survey |
| 456439 - | 2006 VO47                | 9 novembre 2006   | Spacewatch        |
| 456440 - | 2006 VY59                | 11 novembre 2006  | Spacewatch        |
| 456441 - | 2006 VP61                | 11 novembre 2006  | Spacewatch        |
| 456442 - | 2006 VF63                | 11 novembre 2006  | Spacewatch        |
| 456443 - | 2006 VZ66                | 2 ottobre 2006    | Mt. Lemmon Survey |
| 456444 - | 2006 VM68                | 11 novembre 2006  | Spacewatch        |
| 456445 - | 2006 VB77                | 12 novembre 2006  | Mt. Lemmon Survey |
| 456446 - | 2006 VW84                | 29 ottobre 2006   | CSS               |
| 456447 - | 2006 VG87                | 31 ottobre 2006   | Spacewatch        |
| 456448 - | 2006 VD96                | 27 settembre 2006 | Mt. Lemmon Survey |
| 456449 - | 2006 VV97                | 11 novembre 2006  | Spacewatch        |
| 456450 - | 2006 VN101               | 11 novembre 2006  | NEAT              |
| 456451 - | 2006 VG102               | 12 novembre 2006  | Mt. Lemmon Survey |
| 456452 - | 2006 VR108               | 4 ottobre 2006    | Mt. Lemmon Survey |
| 456453 - | 2006 VS108               | 13 novembre 2006  | Spacewatch        |
| 456454 - | 2006 VR109               | 19 settembre 2006 | CSS               |
| 456455 - | 2006 VF112               | 13 novembre 2006  | NEAT              |
| 456456 - | 2006 VZ122               | 10 novembre 2006  | Spacewatch        |
| 456457 - | 2006 VL125               | 14 novembre 2006  | Spacewatch        |
| 456458 - | 2006 VY125               | 15 novembre 2006  | Spacewatch        |
| 456459 - | 2006 VZ125               | 15 novembre 2006  | Spacewatch        |
| 456460 - | 2006 VK128               | 15 novembre 2006  | Spacewatch        |
| 456461 - | 2006 VW131               | 22 ottobre 2006   | Mt. Lemmon Survey |
| 456462 - | 2006 VU135               | 15 novembre 2006  | Spacewatch        |
| 456463 - | 2006 VK136               | 24 agosto 2001    | Spacewatch        |
| 456464 - | 2006 VS137               | 15 novembre 2006  | Spacewatch        |
| 456465 - | 2006 VC140               | 15 novembre 2006  | Spacewatch        |
| 456466 - | 2006 VA170               | 11 novembre 2006  | Mt. Lemmon Survey |
| 456467 - | 2006 WO8                 | 16 novembre 2006  | Spacewatch        |
| 456468 - | 2006 WV14                | 16 novembre 2006  | Spacewatch        |
| 456469 - | 2006 WO15                | 26 settembre 2006 | Mt. Lemmon Survey |
| 456470 - | 2006 WP37                | 3 ottobre 2006    | Mt. Lemmon Survey |
| 456471 - | 2006 WL40                | 27 settembre 2006 | Mt. Lemmon Survey |
| 456472 - | 2006 WM40                | 16 novembre 2006  | Spacewatch        |
| 456473 - | 2006 WU41                | 2 ottobre 2006    | Mt. Lemmon Survey |
| 456474 - | 2006 WV59                | 21 ottobre 2006   | Spacewatch        |
| 456475 - | 2006 WM60                | 17 novembre 2006  | CSS               |
| 456476 - | 2006 WK67                | 17 novembre 2006  | Mt. Lemmon Survey |
| 456477 - | 2006 WJ70                | 18 novembre 2006  | Spacewatch        |
| 456478 - | 2006 WA72                | 18 novembre 2006  | Spacewatch        |
| 456479 - | 2006 WP78                | 18 novembre 2006  | Spacewatch        |
| 456480 - | 2006 WU92                | 30 agosto 2005    | Spacewatch        |
| 456481 - | 2006 WJ97                | 19 novembre 2006  | Spacewatch        |
| 456482 - | 2006 WL99                | 23 ottobre 2006   | Mt. Lemmon Survey |
| 456483 - | 2006 WW102               | 19 novembre 2006  | Spacewatch        |
| 456484 - | 2006 WJ114               | 20 novembre 2006  | Spacewatch        |
| 456485 - | 2006 WG116               | 27 ottobre 2006   | Spacewatch        |
| 456486 - | 2006 WJ124               | 22 novembre 2006  | Mt. Lemmon Survey |
| 456487 - | 2006 WT132               | 10 novembre 2006  | Spacewatch        |
| 456488 - | 2006 WM138               | 19 novembre 2006  | LINEAR            |
| 456489 - | 2006 WE139               | 30 ottobre 2006   | CSS               |
| 456490 - | 2006 WS140               | 20 novembre 2006  | Spacewatch        |
| 456491 - | 2006 WJ148               | 15 novembre 2006  | CSS               |
| 456492 - | 2006 WF151               | 21 novembre 2006  | Mt. Lemmon Survey |
| 456493 - | 2006 WA154               | 22 novembre 2006  | Mt. Lemmon Survey |
| 456494 - | 2006 WG160               | 22 novembre 2006  | Mt. Lemmon Survey |
| 456495 - | 2006 WR164               | 1º novembre 2006  | Mt. Lemmon Survey |
| 456496 - | 2006 WH180               | 24 novembre 2006  | Mt. Lemmon Survey |
| 456497 - | 2006 WQ180               | 24 novembre 2006  | Mt. Lemmon Survey |
| 456498 - | 2006 WS181               | 24 novembre 2006  | Mt. Lemmon Survey |
| 456499 - | 2006 WW183               | 2 novembre 2006   | Mt. Lemmon Survey |
| 456500 - | 2006 WX191               | 31 ottobre 2006   | Mt. Lemmon Survey |

## 456501-456600
| Nome     | Designazione provvisoria | Data di scoperta | Scopritore           |
| -------- | ------------------------ | ---------------- | -------------------- |
| 456501 - | 2006 WB199               | 17 novembre 2006 | Mt. Lemmon Survey    |
| 456502 - | 2006 WH199               | 16 novembre 2006 | Spacewatch           |
| 456503 - | 2006 WY201               | 25 novembre 2006 | Mt. Lemmon Survey    |
| 456504 - | 2006 WR202               | 18 novembre 2006 | Spacewatch           |
| 456505 - | 2006 XK12                | 10 dicembre 2006 | Spacewatch           |
| 456506 - | 2006 XK24                | 12 dicembre 2006 | Spacewatch           |
| 456507 - | 2006 XG29                | 13 dicembre 2006 | Mt. Lemmon Survey    |
| 456508 - | 2006 XV29                | 13 dicembre 2006 | Mt. Lemmon Survey    |
| 456509 - | 2006 XJ39                | 11 dicembre 2006 | Spacewatch           |
| 456510 - | 2006 XW40                | 19 novembre 2006 | CSS                  |
| 456511 - | 2006 XA53                | 14 dicembre 2006 | Mt. Lemmon Survey    |
| 456512 - | 2006 XX62                | 25 novembre 2006 | Mt. Lemmon Survey    |
| 456513 - | 2006 XR64                | 12 dicembre 2006 | NEAT                 |
| 456514 - | 2006 XD72                | 1º dicembre 2006 | Mt. Lemmon Survey    |
| 456515 - | 2006 XM73                | 15 dicembre 2006 | Spacewatch           |
| 456516 - | 2006 YJ12                | 27 novembre 2006 | Mt. Lemmon Survey    |
| 456517 - | 2006 YG19                | 24 dicembre 2006 | Mt. Lemmon Survey    |
| 456518 - | 2006 YT21                | 21 ottobre 2006  | Spacewatch           |
| 456519 - | 2006 YL32                | 21 dicembre 2006 | Spacewatch           |
| 456520 - | 2006 YP32                | 31 agosto 2005   | LONEOS               |
| 456521 - | 2006 YS33                | 15 dicembre 2006 | Spacewatch           |
| 456522 - | 2006 YE41                | 29 agosto 2005   | Spacewatch           |
| 456523 - | 2006 YX44                | 16 dicembre 2006 | CSS                  |
| 456524 - | 2006 YC45                | 17 novembre 2006 | Mt. Lemmon Survey    |
| 456525 - | 2006 YR53                | 26 dicembre 2006 | Spacewatch           |
| 456526 - | 2006 YC54                | 27 dicembre 2006 | Mt. Lemmon Survey    |
| 456527 - | 2006 YK54                | 20 dicembre 2006 | Mt. Lemmon Survey    |
| 456528 - | 2007 AP1                 | 24 dicembre 2006 | Spacewatch           |
| 456529 - | 2007 AL20                | 10 gennaio 2007  | Spacewatch           |
| 456530 - | 2007 AV23                | 28 novembre 2006 | Mt. Lemmon Survey    |
| 456531 - | 2007 AC25                | 25 novembre 2006 | Mt. Lemmon Survey    |
| 456532 - | 2007 AX27                | 28 novembre 2006 | Mt. Lemmon Survey    |
| 456533 - | 2007 AS28                | 9 gennaio 2007   | Spacewatch           |
| 456534 - | 2007 AG29                | 10 gennaio 2007  | Mt. Lemmon Survey    |
| 456535 - | 2007 AJ30                | 10 gennaio 2007  | Mt. Lemmon Survey    |
| 456536 - | 2007 BA                  | 16 gennaio 2007  | CSS                  |
| 456537 - | 2007 BG                  | 18 gennaio 2007  | Siding Spring Survey |
| 456538 - | 2007 BX1                 | 13 dicembre 2006 | Spacewatch           |
| 456539 - | 2007 BR2                 | 9 gennaio 2007   | Spacewatch           |
| 456540 - | 2007 BA6                 | 17 gennaio 2007  | NEAT                 |
| 456541 - | 2007 BN9                 | 15 novembre 2006 | Mt. Lemmon Survey    |
| 456542 - | 2007 BK10                | 17 gennaio 2007  | Spacewatch           |
| 456543 - | 2007 BG12                | 17 gennaio 2007  | Spacewatch           |
| 456544 - | 2007 BE18                | 10 gennaio 2007  | CSS                  |
| 456545 - | 2007 BG18                | 9 gennaio 2007   | Spacewatch           |
| 456546 - | 2007 BX24                | 9 gennaio 2007   | Mt. Lemmon Survey    |
| 456547 - | 2007 BX27                | 24 gennaio 2007  | Mt. Lemmon Survey    |
| 456548 - | 2007 BC42                | 9 gennaio 2007   | Spacewatch           |
| 456549 - | 2007 BS47                | 17 gennaio 2007  | Spacewatch           |
| 456550 - | 2007 BP53                | 17 gennaio 2007  | Spacewatch           |
| 456551 - | 2007 BL55                | 17 novembre 2006 | Mt. Lemmon Survey    |
| 456552 - | 2007 BF57                | 24 gennaio 2007  | LINEAR               |
| 456553 - | 2007 BS58                | 24 dicembre 2006 | Mt. Lemmon Survey    |
| 456554 - | 2007 BV61                | 27 gennaio 2007  | Mt. Lemmon Survey    |
| 456555 - | 2007 BJ62                | 27 gennaio 2007  | CSS                  |
| 456556 - | 2007 BU76                | 21 dicembre 2006 | Mt. Lemmon Survey    |
| 456557 - | 2007 BW77                | 17 gennaio 2007  | Spacewatch           |
| 456558 - | 2007 BE100               | 17 gennaio 2007  | Spacewatch           |
| 456559 - | 2007 BC101               | 27 gennaio 2007  | Mt. Lemmon Survey    |
| 456560 - | 2007 CT1                 | 8 gennaio 2007   | Spacewatch           |
| 456561 - | 2007 CE6                 | 6 febbraio 2007  | Spacewatch           |
| 456562 - | 2007 CX6                 | 6 febbraio 2007  | Spacewatch           |
| 456563 - | 2007 CO16                | 7 febbraio 2007  | Mt. Lemmon Survey    |
| 456564 - | 2007 CQ16                | 8 gennaio 2007   | Mt. Lemmon Survey    |
| 456565 - | 2007 CH20                | 6 febbraio 2007  | Mt. Lemmon Survey    |
| 456566 - | 2007 CC21                | 21 dicembre 2006 | Mt. Lemmon Survey    |
| 456567 - | 2007 CN30                | 25 gennaio 2007  | Spacewatch           |
| 456568 - | 2007 CD32                | 1º ottobre 2005  | Spacewatch           |
| 456569 - | 2007 CH33                | 27 gennaio 2007  | Spacewatch           |
| 456570 - | 2007 CO44                | 25 gennaio 2007  | Spacewatch           |
| 456571 - | 2007 DY3                 | 16 febbraio 2007 | Mt. Lemmon Survey    |
| 456572 - | 2007 DB13                | 17 gennaio 2007  | Spacewatch           |
| 456573 - | 2007 DQ16                | 17 febbraio 2007 | Spacewatch           |
| 456574 - | 2007 DV16                | 17 febbraio 2007 | Spacewatch           |
| 456575 - | 2007 DW18                | 17 febbraio 2007 | Spacewatch           |
| 456576 - | 2007 DV20                | 17 febbraio 2007 | Spacewatch           |
| 456577 - | 2007 DZ21                | 17 febbraio 2007 | Spacewatch           |
| 456578 - | 2007 DL27                | 17 febbraio 2007 | Spacewatch           |
| 456579 - | 2007 DK28                | 17 febbraio 2007 | Spacewatch           |
| 456580 - | 2007 DF32                | 27 dicembre 2006 | Mt. Lemmon Survey    |
| 456581 - | 2007 DG33                | 17 febbraio 2007 | Spacewatch           |
| 456582 - | 2007 DU34                | 17 febbraio 2007 | Spacewatch           |
| 456583 - | 2007 DJ39                | 17 febbraio 2007 | Spacewatch           |
| 456584 - | 2007 DC50                | 16 febbraio 2007 | CSS                  |
| 456585 - | 2007 DK51                | 17 febbraio 2007 | LINEAR               |
| 456586 - | 2007 DL55                | 21 febbraio 2007 | Spacewatch           |
| 456587 - | 2007 DU58                | 9 febbraio 2007  | Spacewatch           |
| 456588 - | 2007 DH60                | 17 febbraio 2007 | CSS                  |
| 456589 - | 2007 DN60                | 22 febbraio 2007 | LONEOS               |
| 456590 - | 2007 DD93                | 17 gennaio 2007  | Mt. Lemmon Survey    |
| 456591 - | 2007 DO103               | 9 febbraio 2007  | Spacewatch           |
| 456592 - | 2007 ES12                | 21 febbraio 2007 | Mt. Lemmon Survey    |
| 456593 - | 2007 EX14                | 9 marzo 2007     | Mt. Lemmon Survey    |
| 456594 - | 2007 EB25                | 10 marzo 2007    | Mt. Lemmon Survey    |
| 456595 - | 2007 EJ41                | 17 febbraio 2007 | Mt. Lemmon Survey    |
| 456596 - | 2007 EO75                | 10 marzo 2007    | Spacewatch           |
| 456597 - | 2007 EF82                | 11 marzo 2007    | LONEOS               |
| 456598 - | 2007 EQ104               | 11 marzo 2007    | Mt. Lemmon Survey    |
| 456599 - | 2007 ET138               | 27 gennaio 2007  | Mt. Lemmon Survey    |
| 456600 - | 2007 ED146               | 12 marzo 2007    | Mt. Lemmon Survey    |

## 456601-456700
| Nome                   | Designazione provvisoria | Data di scoperta  | Scopritore                        |
| ---------------------- | ------------------------ | ----------------- | --------------------------------- |
| 456601 -               | 2007 EE146               | 12 marzo 2007     | Mt. Lemmon Survey                 |
| 456602 -               | 2007 EY155               | 12 marzo 2007     | Spacewatch                        |
| 456603 -               | 2007 EB157               | 12 marzo 2007     | Spacewatch                        |
| 456604 -               | 2007 EK161               | 15 marzo 2007     | Spacewatch                        |
| 456605 -               | 2007 ER188               | 23 febbraio 2007  | Spacewatch                        |
| 456606 -               | 2007 EV217               | 13 marzo 2007     | Spacewatch                        |
| 456607 -               | 2007 ET218               | 11 marzo 2007     | CSS                               |
| 456608 -               | 2007 FU7                 | 9 marzo 2007      | Spacewatch                        |
| 456609 -               | 2007 FR35                | 16 marzo 2007     | CSS                               |
| 456610 -               | 2007 FL42                | 28 marzo 2007     | LINEAR                            |
| 456611 -               | 2007 GV11                | 11 marzo 2007     | Spacewatch                        |
| 456612 -               | 2007 GD14                | 11 aprile 2007    | Spacewatch                        |
| 456613 -               | 2007 GE36                | 16 marzo 2007     | Mt. Lemmon Survey                 |
| 456614 -               | 2007 GP39                | 14 aprile 2007    | Spacewatch                        |
| 456615 -               | 2007 GQ60                | 15 aprile 2007    | Spacewatch                        |
| 456616 -               | 2007 GB71                | 26 marzo 2007     | Spacewatch                        |
| 456617 -               | 2007 GK77                | 14 aprile 2007    | Spacewatch                        |
| 456618 -               | 2007 HB                  | 16 aprile 2007    | Mt. Lemmon Survey                 |
| 456619 -               | 2007 HU3                 | 16 aprile 2007    | CSS                               |
| 456620 -               | 2007 HQ40                | 20 aprile 2007    | Spacewatch                        |
| 456621 -               | 2007 HE41                | 20 aprile 2007    | Mt. Lemmon Survey                 |
| 456622 -               | 2007 HW41                | 25 marzo 2007     | Mt. Lemmon Survey                 |
| 456623 -               | 2007 HU74                | 14 aprile 2007    | Spacewatch                        |
| 456624 -               | 2007 HS95                | 18 aprile 2007    | Mt. Lemmon Survey                 |
| 456625 -               | 2007 JR19                | 11 aprile 2007    | Spacewatch                        |
| 456626 -               | 2007 JL25                | 9 maggio 2007     | Spacewatch                        |
| 456627 Cristianmartins | 2007 KE7                 | 21 maggio 2007    | Astronomical Research Observatory |
| 456628 -               | 2007 LG16                | 10 giugno 2007    | Spacewatch                        |
| 456629 -               | 2007 LK19                | 24 aprile 2007    | Mt. Lemmon Survey                 |
| 456630 -               | 2007 LP33                | 10 giugno 2007    | CSS                               |
| 456631 -               | 2007 PN11                | 9 agosto 2007     | LINEAR                            |
| 456632 -               | 2007 PJ15                | 8 agosto 2007     | LINEAR                            |
| 456633 -               | 2007 PJ19                | 19 luglio 2007    | Mt. Lemmon Survey                 |
| 456634 -               | 2007 PE25                | 10 agosto 2007    | Broughton, J.                     |
| 456635 -               | 2007 PD38                | 13 agosto 2007    | LINEAR                            |
| 456636 -               | 2007 PN45                | 7 aprile 2006     | Spacewatch                        |
| 456637 -               | 2007 PR48                | 10 agosto 2007    | Siding Spring Survey              |
| 456638 -               | 2007 QN6                 | 21 agosto 2007    | LONEOS                            |
| 456639 -               | 2007 QP6                 | 9 agosto 2007     | LINEAR                            |
| 456640 -               | 2007 QJ9                 | 22 agosto 2007    | LINEAR                            |
| 456641 -               | 2007 QL9                 | 22 agosto 2007    | LINEAR                            |
| 456642 -               | 2007 QM13                | 24 agosto 2007    | Spacewatch                        |
| 456643 -               | 2007 QC15                | 23 agosto 2007    | Spacewatch                        |
| 456644 -               | 2007 QL17                | 24 agosto 2007    | Spacewatch                        |
| 456645 -               | 2007 RJ4                 | 3 settembre 2007  | CSS                               |
| 456646 -               | 2007 RJ5                 | 2 settembre 2007  | Sárneczky, K., Kiss, L.           |
| 456647 -               | 2007 RH15                | 12 settembre 2007 | Chante-Perdrix                    |
| 456648 -               | 2007 RK18                | 11 settembre 2007 | Spacewatch                        |
| 456649 -               | 2007 RU18                | 12 settembre 2007 | Chante-Perdrix                    |
| 456650 -               | 2007 RY18                | 13 settembre 2007 | Chante-Perdrix                    |
| 456651 -               | 2007 RT19                | 14 settembre 2007 | LINEAR                            |
| 456652 -               | 2007 RA21                | 9 agosto 2007     | LINEAR                            |
| 456653 -               | 2007 RB21                | 10 agosto 2007    | Spacewatch                        |
| 456654 -               | 2007 RV22                | 3 settembre 2007  | CSS                               |
| 456655 -               | 2007 RY23                | 21 agosto 2007    | LONEOS                            |
| 456656 -               | 2007 RF33                | 5 settembre 2007  | CSS                               |
| 456657 -               | 2007 RO33                | 5 settembre 2007  | CSS                               |
| 456658 -               | 2007 RF37                | 8 settembre 2007  | LONEOS                            |
| 456659 -               | 2007 RL37                | 8 settembre 2007  | LONEOS                            |
| 456660 -               | 2007 RN38                | 11 agosto 2007    | LINEAR                            |
| 456661 -               | 2007 RD54                | 9 settembre 2007  | Spacewatch                        |
| 456662 -               | 2007 RF55                | 9 settembre 2007  | Spacewatch                        |
| 456663 -               | 2007 RJ55                | 9 settembre 2007  | LONEOS                            |
| 456664 -               | 2007 RQ55                | 9 settembre 2007  | Spacewatch                        |
| 456665 -               | 2007 RH59                | 10 settembre 2007 | Spacewatch                        |
| 456666 -               | 2007 RO60                | 10 settembre 2007 | CSS                               |
| 456667 -               | 2007 RK66                | 10 agosto 2007    | Spacewatch                        |
| 456668 -               | 2007 RX76                | 10 settembre 2007 | Mt. Lemmon Survey                 |
| 456669 -               | 2007 RJ78                | 10 settembre 2007 | Mt. Lemmon Survey                 |
| 456670 -               | 2007 RH80                | 10 settembre 2007 | CSS                               |
| 456671 -               | 2007 RK82                | 10 settembre 2007 | Mt. Lemmon Survey                 |
| 456672 -               | 2007 RM82                | 24 agosto 2007    | Spacewatch                        |
| 456673 -               | 2007 RG91                | 10 settembre 2007 | Mt. Lemmon Survey                 |
| 456674 -               | 2007 RF98                | 10 settembre 2007 | Spacewatch                        |
| 456675 -               | 2007 RG112               | 11 settembre 2007 | Spacewatch                        |
| 456676 -               | 2007 RM112               | 11 settembre 2007 | Mt. Lemmon Survey                 |
| 456677 Yepeijian       | 2007 RM119               | 11 settembre 2007 | PMO NEO Survey Program            |
| 456678 -               | 2007 RF124               | 18 luglio 2007    | Mt. Lemmon Survey                 |
| 456679 -               | 2007 RX126               | 12 settembre 2007 | Mt. Lemmon Survey                 |
| 456680 -               | 2007 RK134               | 11 settembre 2007 | PMO NEO Survey Program            |
| 456681 -               | 2007 RO134               | 8 settembre 2007  | LONEOS                            |
| 456682 -               | 2007 RV139               | 13 settembre 2007 | LINEAR                            |
| 456683 -               | 2007 RP151               | 13 agosto 2007    | LINEAR                            |
| 456684 -               | 2007 RL156               | 24 agosto 2007    | Spacewatch                        |
| 456685 -               | 2007 RZ156               | 23 agosto 2007    | Spacewatch                        |
| 456686 -               | 2007 RD158               | 12 settembre 2007 | CSS                               |
| 456687 -               | 2007 RQ163               | 10 settembre 2007 | Spacewatch                        |
| 456688 -               | 2007 RR163               | 10 settembre 2007 | Spacewatch                        |
| 456689 -               | 2007 RU165               | 10 settembre 2007 | Spacewatch                        |
| 456690 -               | 2007 RY165               | 10 settembre 2007 | Spacewatch                        |
| 456691 -               | 2007 RE195               | 12 settembre 2007 | Spacewatch                        |
| 456692 -               | 2007 RJ206               | 10 settembre 2007 | Spacewatch                        |
| 456693 -               | 2007 RM207               | 10 settembre 2007 | Spacewatch                        |
| 456694 -               | 2007 RB210               | 10 settembre 2007 | Spacewatch                        |
| 456695 Xingdingyu      | 2007 RT212               | 18 agosto 2007    | PMO NEO Survey Program            |
| 456696 -               | 2007 RK213               | 23 agosto 2007    | Spacewatch                        |
| 456697 -               | 2007 RO219               | 5 settembre 2007  | CSS                               |
| 456698 -               | 2007 RT223               | 8 settembre 2007  | Mt. Lemmon Survey                 |
| 456699 -               | 2007 RL234               | 12 settembre 2007 | CSS                               |
| 456700 -               | 2007 RU240               | 4 settembre 2007  | CSS                               |

## 456701-456800
| Nome                | Designazione provvisoria | Data di scoperta  | Scopritore             |
| ------------------- | ------------------------ | ----------------- | ---------------------- |
| 456701 -            | 2007 RV241               | 13 settembre 2007 | LINEAR                 |
| 456702 -            | 2007 RL244               | 11 settembre 2007 | Spacewatch             |
| 456703 -            | 2007 RM244               | 11 settembre 2007 | Spacewatch             |
| 456704 -            | 2007 RY244               | 11 settembre 2007 | Spacewatch             |
| 456705 -            | 2007 RZ251               | 13 settembre 2007 | Spacewatch             |
| 456706 -            | 2007 RF253               | 13 settembre 2007 | Mt. Lemmon Survey      |
| 456707 -            | 2007 RV265               | 18 luglio 2007    | Mt. Lemmon Survey      |
| 456708 -            | 2007 RL273               | 15 settembre 2007 | Spacewatch             |
| 456709 -            | 2007 RV286               | 4 settembre 2007  | Mt. Lemmon Survey      |
| 456710 -            | 2007 RX287               | 10 settembre 2007 | Spacewatch             |
| 456711 -            | 2007 RG289               | 11 settembre 2007 | PMO NEO Survey Program |
| 456712 -            | 2007 RD290               | 3 settembre 2007  | CSS                    |
| 456713 -            | 2007 RU290               | 11 settembre 2007 | Spacewatch             |
| 456714 -            | 2007 RF292               | 12 settembre 2007 | Mt. Lemmon Survey      |
| 456715 -            | 2007 RG292               | 12 settembre 2007 | Mt. Lemmon Survey      |
| 456716 -            | 2007 RY293               | 13 settembre 2007 | Mt. Lemmon Survey      |
| 456717 -            | 2007 RV295               | 14 settembre 2007 | Spacewatch             |
| 456718 -            | 2007 RP298               | 10 settembre 2007 | Spacewatch             |
| 456719 -            | 2007 RL301               | 13 settembre 2007 | Spacewatch             |
| 456720 -            | 2007 RY316               | 9 settembre 2007  | Spacewatch             |
| 456721 -            | 2007 RK318               | 11 settembre 2007 | Spacewatch             |
| 456722 -            | 2007 RK322               | 12 settembre 2007 | CSS                    |
| 456723 -            | 2007 RK323               | 15 settembre 2007 | Spacewatch             |
| 456724 -            | 2007 SZ5                 | 21 settembre 2007 | LINEAR                 |
| 456725 -            | 2007 SF7                 | 11 settembre 2007 | Spacewatch             |
| 456726 -            | 2007 SO7                 | 18 settembre 2007 | Spacewatch             |
| 456727 -            | 2007 SY13                | 20 settembre 2007 | CSS                    |
| 456728 -            | 2007 SA14                | 20 settembre 2007 | CSS                    |
| 456729 -            | 2007 SC16                | 10 settembre 2007 | CSS                    |
| 456730 -            | 2007 SQ22                | 19 settembre 2007 | LINEAR                 |
| 456731 Uligrözinger | 2007 TL8                 | 8 ottobre 2007    | Hormuth, F.            |
| 456732 -            | 2007 TP9                 | 9 settembre 2007  | Mt. Lemmon Survey      |
| 456733 -            | 2007 TD12                | 6 ottobre 2007    | LINEAR                 |
| 456734 -            | 2007 TZ12                | 6 ottobre 2007    | LINEAR                 |
| 456735 -            | 2007 TA14                | 7 ottobre 2007    | LINEAR                 |
| 456736 -            | 2007 TG14                | 14 settembre 2007 | Mt. Lemmon Survey      |
| 456737 -            | 2007 TU15                | 5 ottobre 2007    | Spacewatch             |
| 456738 -            | 2007 TX17                | 25 settembre 2007 | Mt. Lemmon Survey      |
| 456739 -            | 2007 TR21                | 12 settembre 2007 | CSS                    |
| 456740 -            | 2007 TF23                | 5 settembre 2007  | Mt. Lemmon Survey      |
| 456741 -            | 2007 TV25                | 4 ottobre 2007    | Spacewatch             |
| 456742 -            | 2007 TU26                | 11 settembre 2007 | Mt. Lemmon Survey      |
| 456743 -            | 2007 TS28                | 4 ottobre 2007    | Spacewatch             |
| 456744 -            | 2007 TG29                | 4 ottobre 2007    | Spacewatch             |
| 456745 -            | 2007 TA35                | 6 ottobre 2007    | Spacewatch             |
| 456746 -            | 2007 TM43                | 18 settembre 2007 | Mt. Lemmon Survey      |
| 456747 -            | 2007 TF46                | 7 ottobre 2007    | Spacewatch             |
| 456748 -            | 2007 TA51                | 14 settembre 2007 | Mt. Lemmon Survey      |
| 456749 -            | 2007 TN52                | 8 settembre 2007  | Mt. Lemmon Survey      |
| 456750 -            | 2007 TM56                | 4 ottobre 2007    | Spacewatch             |
| 456751 -            | 2007 TP58                | 23 agosto 2007    | Spacewatch             |
| 456752 -            | 2007 TF73                | 8 ottobre 2007    | Spacewatch             |
| 456753 -            | 2007 TY79                | 7 ottobre 2007    | Mt. Lemmon Survey      |
| 456754 -            | 2007 TQ80                | 7 ottobre 2007    | CSS                    |
| 456755 -            | 2007 TJ81                | 5 settembre 2007  | Mt. Lemmon Survey      |
| 456756 -            | 2007 TX84                | 25 settembre 2007 | Mt. Lemmon Survey      |
| 456757 -            | 2007 TZ91                | 10 settembre 2007 | Spacewatch             |
| 456758 -            | 2007 TP93                | 6 ottobre 2007    | Spacewatch             |
| 456759 -            | 2007 TX93                | 12 settembre 2007 | Mt. Lemmon Survey      |
| 456760 -            | 2007 TU94                | 7 ottobre 2007    | CSS                    |
| 456761 -            | 2007 TO98                | 8 ottobre 2007    | Mt. Lemmon Survey      |
| 456762 -            | 2007 TB99                | 8 ottobre 2007    | Mt. Lemmon Survey      |
| 456763 -            | 2007 TJ103               | 8 ottobre 2007    | Mt. Lemmon Survey      |
| 456764 -            | 2007 TW103               | 8 ottobre 2007    | Mt. Lemmon Survey      |
| 456765 -            | 2007 TL105               | 5 settembre 2007  | Mt. Lemmon Survey      |
| 456766 -            | 2007 TV107               | 13 settembre 2007 | Spacewatch             |
| 456767 -            | 2007 TJ113               | 8 ottobre 2007    | LONEOS                 |
| 456768 -            | 2007 TO121               | 6 ottobre 2007    | Spacewatch             |
| 456769 -            | 2007 TW121               | 6 ottobre 2007    | Spacewatch             |
| 456770 -            | 2007 TC125               | 6 ottobre 2007    | Spacewatch             |
| 456771 -            | 2007 TE131               | 7 ottobre 2007    | Mt. Lemmon Survey      |
| 456772 -            | 2007 TW135               | 13 agosto 2007    | LINEAR                 |
| 456773 -            | 2007 TQ143               | 6 ottobre 2007    | LINEAR                 |
| 456774 -            | 2007 TW143               | 13 settembre 2007 | Spacewatch             |
| 456775 -            | 2007 TY144               | 6 ottobre 2007    | LINEAR                 |
| 456776 -            | 2007 TQ145               | 25 settembre 2007 | Mt. Lemmon Survey      |
| 456777 -            | 2007 TS155               | 9 ottobre 2007    | LINEAR                 |
| 456778 -            | 2007 TQ157               | 15 settembre 2007 | LONEOS                 |
| 456779 -            | 2007 TV162               | 5 ottobre 2007    | Spacewatch             |
| 456780 -            | 2007 TT169               | 7 ottobre 2007    | CSS                    |
| 456781 -            | 2007 TY170               | 7 ottobre 2007    | Mt. Lemmon Survey      |
| 456782 -            | 2007 TV171               | 8 ottobre 2007    | LONEOS                 |
| 456783 -            | 2007 TF174               | 8 settembre 2007  | Mt. Lemmon Survey      |
| 456784 -            | 2007 TZ174               | 4 ottobre 2007    | Spacewatch             |
| 456785 -            | 2007 TE175               | 4 ottobre 2007    | Spacewatch             |
| 456786 -            | 2007 TX177               | 12 settembre 2007 | Mt. Lemmon Survey      |
| 456787 -            | 2007 TB187               | 7 ottobre 2007    | CSS                    |
| 456788 -            | 2007 TA195               | 21 settembre 2003 | Spacewatch             |
| 456789 -            | 2007 TD200               | 8 ottobre 2007    | Spacewatch             |
| 456790 -            | 2007 TK200               | 8 ottobre 2007    | Mt. Lemmon Survey      |
| 456791 -            | 2007 TK204               | 8 ottobre 2007    | Mt. Lemmon Survey      |
| 456792 -            | 2007 TE205               | 8 ottobre 2007    | Mt. Lemmon Survey      |
| 456793 -            | 2007 TH205               | 8 ottobre 2007    | Mt. Lemmon Survey      |
| 456794 -            | 2007 TC210               | 11 settembre 2007 | Mt. Lemmon Survey      |
| 456795 -            | 2007 TK230               | 8 ottobre 2007    | Spacewatch             |
| 456796 -            | 2007 TE236               | 9 ottobre 2007    | Mt. Lemmon Survey      |
| 456797 -            | 2007 TB239               | 10 ottobre 2007   | Mt. Lemmon Survey      |
| 456798 -            | 2007 TL244               | 8 ottobre 2007    | CSS                    |
| 456799 -            | 2007 TC246               | 9 ottobre 2007    | CSS                    |
| 456800 -            | 2007 TY247               | 10 ottobre 2007   | Spacewatch             |

## 456801-456900
| Nome     | Designazione provvisoria | Data di scoperta  | Scopritore                                |
| -------- | ------------------------ | ----------------- | ----------------------------------------- |
| 456801 - | 2007 TA259               | 10 ottobre 2007   | Mt. Lemmon Survey                         |
| 456802 - | 2007 TH265               | 1º febbraio 2005  | CSS                                       |
| 456803 - | 2007 TN270               | 5 ottobre 2007    | Spacewatch                                |
| 456804 - | 2007 TL291               | 11 settembre 2007 | Spacewatch                                |
| 456805 - | 2007 TZ291               | 13 ottobre 2007   | CSS                                       |
| 456806 - | 2007 TZ299               | 12 ottobre 2007   | Spacewatch                                |
| 456807 - | 2007 TW304               | 15 settembre 2007 | Spacewatch                                |
| 456808 - | 2007 TS312               | 11 ottobre 2007   | Mt. Lemmon Survey                         |
| 456809 - | 2007 TQ351               | 3 settembre 2007  | CSS                                       |
| 456810 - | 2007 TV356               | 12 ottobre 2007   | Spacewatch                                |
| 456811 - | 2007 TD357               | 8 settembre 2007  | Mt. Lemmon Survey                         |
| 456812 - | 2007 TS358               | 10 aprile 2002    | LINEAR                                    |
| 456813 - | 2007 TV363               | 14 ottobre 2007   | Mt. Lemmon Survey                         |
| 456814 - | 2007 TP366               | 26 settembre 2007 | Mt. Lemmon Survey                         |
| 456815 - | 2007 TK372               | 13 settembre 2007 | Mt. Lemmon Survey                         |
| 456816 - | 2007 TP375               | 12 settembre 2007 | CSS                                       |
| 456817 - | 2007 TJ377               | 11 ottobre 2007   | Mt. Lemmon Survey                         |
| 456818 - | 2007 TN389               | 13 ottobre 2007   | CSS                                       |
| 456819 - | 2007 TZ392               | 15 ottobre 2007   | LUSS                                      |
| 456820 - | 2007 TA393               | 15 ottobre 2007   | LUSS                                      |
| 456821 - | 2007 TO410               | 8 ottobre 2007    | LONEOS                                    |
| 456822 - | 2007 TN412               | 13 settembre 2007 | CSS                                       |
| 456823 - | 2007 TN413               | 25 settembre 2007 | Mt. Lemmon Survey                         |
| 456824 - | 2007 TY418               | 10 ottobre 2007   | Spacewatch                                |
| 456825 - | 2007 TW420               | 14 settembre 2007 | CSS                                       |
| 456826 - | 2007 TH422               | 3 ottobre 2007    | Becker, A. C., Puckett, A. W., Kubica, J. |
| 456827 - | 2007 TA425               | 8 ottobre 2007    | Spacewatch                                |
| 456828 - | 2007 TS425               | 8 ottobre 2007    | Mt. Lemmon Survey                         |
| 456829 - | 2007 TE427               | 10 ottobre 2007   | Spacewatch                                |
| 456830 - | 2007 TF428               | 10 ottobre 2007   | Mt. Lemmon Survey                         |
| 456831 - | 2007 TN433               | 10 ottobre 2007   | Spacewatch                                |
| 456832 - | 2007 TA434               | 15 ottobre 2007   | Spacewatch                                |
| 456833 - | 2007 TC435               | 9 ottobre 2007    | Mt. Lemmon Survey                         |
| 456834 - | 2007 TK435               | 12 ottobre 2007   | Mt. Lemmon Survey                         |
| 456835 - | 2007 TP444               | 9 ottobre 2007    | LINEAR                                    |
| 456836 - | 2007 TX445               | 8 ottobre 2007    | CSS                                       |
| 456837 - | 2007 TK446               | 9 ottobre 2007    | Spacewatch                                |
| 456838 - | 2007 UU4                 | 9 ottobre 2007    | LINEAR                                    |
| 456839 - | 2007 UP11                | 8 ottobre 2007    | PMO NEO Survey Program                    |
| 456840 - | 2007 UC22                | 7 ottobre 2007    | Mt. Lemmon Survey                         |
| 456841 - | 2007 UK24                | 16 ottobre 2007   | Spacewatch                                |
| 456842 - | 2007 UM25                | 12 ottobre 2007   | Spacewatch                                |
| 456843 - | 2007 UG43                | 6 ottobre 2007    | Spacewatch                                |
| 456844 - | 2007 UQ49                | 24 ottobre 2007   | Mt. Lemmon Survey                         |
| 456845 - | 2007 UL53                | 30 ottobre 2007   | Spacewatch                                |
| 456846 - | 2007 UM53                | 11 ottobre 2007   | Spacewatch                                |
| 456847 - | 2007 UQ81                | 30 ottobre 2007   | Spacewatch                                |
| 456848 - | 2007 UQ82                | 30 ottobre 2007   | Spacewatch                                |
| 456849 - | 2007 UD83                | 8 ottobre 2007    | Mt. Lemmon Survey                         |
| 456850 - | 2007 UN84                | 30 ottobre 2007   | Spacewatch                                |
| 456851 - | 2007 UZ99                | 16 ottobre 2007   | Mt. Lemmon Survey                         |
| 456852 - | 2007 UB106               | 31 ottobre 2007   | Spacewatch                                |
| 456853 - | 2007 UE107               | 31 ottobre 2007   | Spacewatch                                |
| 456854 - | 2007 UT107               | 12 settembre 2007 | Mt. Lemmon Survey                         |
| 456855 - | 2007 UO123               | 31 ottobre 2007   | Mt. Lemmon Survey                         |
| 456856 - | 2007 UY126               | 20 ottobre 2007   | Mt. Lemmon Survey                         |
| 456857 - | 2007 UX127               | 24 ottobre 2007   | Mt. Lemmon Survey                         |
| 456858 - | 2007 UK137               | 16 ottobre 2007   | CSS                                       |
| 456859 - | 2007 UN140               | 17 ottobre 2007   | Mt. Lemmon Survey                         |
| 456860 - | 2007 UG141               | 25 ottobre 2007   | Mt. Lemmon Survey                         |
| 456861 - | 2007 VB4                 | 21 ottobre 2007   | Spacewatch                                |
| 456862 - | 2007 VR4                 | 20 settembre 2007 | CSS                                       |
| 456863 - | 2007 VX7                 | 4 novembre 2007   | CSS                                       |
| 456864 - | 2007 VE9                 | 2 novembre 2007   | Mt. Lemmon Survey                         |
| 456865 - | 2007 VF11                | 10 ottobre 2007   | LONEOS                                    |
| 456866 - | 2007 VH13                | 8 settembre 2007  | Mt. Lemmon Survey                         |
| 456867 - | 2007 VP15                | 8 ottobre 2007    | Mt. Lemmon Survey                         |
| 456868 - | 2007 VC39                | 16 ottobre 2007   | Mt. Lemmon Survey                         |
| 456869 - | 2007 VR39                | 13 settembre 2007 | Mt. Lemmon Survey                         |
| 456870 - | 2007 VQ42                | 3 novembre 2007   | Mt. Lemmon Survey                         |
| 456871 - | 2007 VT43                | 1º novembre 2007  | Spacewatch                                |
| 456872 - | 2007 VO49                | 1º novembre 2007  | Spacewatch                                |
| 456873 - | 2007 VJ61                | 1º novembre 2007  | Spacewatch                                |
| 456874 - | 2007 VM68                | 3 novembre 2007   | Mt. Lemmon Survey                         |
| 456875 - | 2007 VP76                | 15 settembre 2007 | Mt. Lemmon Survey                         |
| 456876 - | 2007 VP78                | 3 novembre 2007   | Spacewatch                                |
| 456877 - | 2007 VY91                | 7 novembre 2007   | Hug, G.                                   |
| 456878 - | 2007 VL92                | 2 novembre 2007   | LINEAR                                    |
| 456879 - | 2007 VX93                | 16 ottobre 2007   | Mt. Lemmon Survey                         |
| 456880 - | 2007 VM102               | 2 novembre 2007   | Spacewatch                                |
| 456881 - | 2007 VP103               | 3 novembre 2007   | Spacewatch                                |
| 456882 - | 2007 VU104               | 3 novembre 2007   | Spacewatch                                |
| 456883 - | 2007 VO105               | 3 novembre 2007   | Spacewatch                                |
| 456884 - | 2007 VP108               | 3 novembre 2007   | Spacewatch                                |
| 456885 - | 2007 VZ108               | 3 novembre 2007   | Spacewatch                                |
| 456886 - | 2007 VY120               | 5 novembre 2007   | Spacewatch                                |
| 456887 - | 2007 VU122               | 2 febbraio 2005   | Spacewatch                                |
| 456888 - | 2007 VF123               | 13 settembre 2007 | Mt. Lemmon Survey                         |
| 456889 - | 2007 VP123               | 19 ottobre 2007   | CSS                                       |
| 456890 - | 2007 VC131               | 1º novembre 2007  | Spacewatch                                |
| 456891 - | 2007 VN144               | 4 novembre 2007   | Spacewatch                                |
| 456892 - | 2007 VZ147               | 4 novembre 2007   | Spacewatch                                |
| 456893 - | 2007 VX157               | 20 ottobre 2007   | Mt. Lemmon Survey                         |
| 456894 - | 2007 VJ158               | 5 novembre 2007   | Spacewatch                                |
| 456895 - | 2007 VM176               | 8 ottobre 2007    | Mt. Lemmon Survey                         |
| 456896 - | 2007 VX178               | 7 novembre 2007   | Mt. Lemmon Survey                         |
| 456897 - | 2007 VZ180               | 9 settembre 2007  | Mt. Lemmon Survey                         |
| 456898 - | 2007 VG184               | 11 novembre 2007  | Siding Spring Survey                      |
| 456899 - | 2007 VV185               | 5 novembre 2007   | PMO NEO Survey Program                    |
| 456900 - | 2007 VW188               | 23 ottobre 2001   | Spacewatch                                |

## 456901-457000
| Nome     | Designazione provvisoria | Data di scoperta  | Scopritore        |
| -------- | ------------------------ | ----------------- | ----------------- |
| 456901 - | 2007 VL201               | 9 novembre 2007   | Mt. Lemmon Survey |
| 456902 - | 2007 VT206               | 21 ottobre 2007   | Spacewatch        |
| 456903 - | 2007 VT216               | 9 novembre 2007   | Spacewatch        |
| 456904 - | 2007 VC222               | 7 novembre 2007   | Mt. Lemmon Survey |
| 456905 - | 2007 VG225               | 10 ottobre 2007   | Spacewatch        |
| 456906 - | 2007 VU239               | 30 ottobre 2007   | Spacewatch        |
| 456907 - | 2007 VZ277               | 14 novembre 2007  | Spacewatch        |
| 456908 - | 2007 VG286               | 14 novembre 2007  | Spacewatch        |
| 456909 - | 2007 VQ319               | 8 novembre 2007   | Spacewatch        |
| 456910 - | 2007 VR325               | 2 novembre 2007   | Spacewatch        |
| 456911 - | 2007 VQ331               | 7 novembre 2007   | LINEAR            |
| 456912 - | 2007 VO335               | 14 novembre 2007  | Mt. Lemmon Survey |
| 456913 - | 2007 WC21                | 18 novembre 2007  | Mt. Lemmon Survey |
| 456914 - | 2007 WM39                | 12 novembre 2007  | Mt. Lemmon Survey |
| 456915 - | 2007 WQ58                | 17 novembre 2007  | Spacewatch        |
| 456916 - | 2007 WQ61                | 19 novembre 2007  | Spacewatch        |
| 456917 - | 2007 XP28                | 13 novembre 2007  | Spacewatch        |
| 456918 - | 2007 XL29                | 15 dicembre 2007  | Mt. Lemmon Survey |
| 456919 - | 2007 XS29                | 14 settembre 2007 | Mt. Lemmon Survey |
| 456920 - | 2007 XG43                | 15 dicembre 2007  | Spacewatch        |
| 456921 - | 2007 XM45                | 1º dicembre 2003  | Spacewatch        |
| 456922 - | 2007 XS45                | 4 dicembre 2007   | Spacewatch        |
| 456923 - | 2007 XD49                | 6 novembre 2007   | Mt. Lemmon Survey |
| 456924 - | 2007 XH50                | 4 dicembre 2007   | CSS               |
| 456925 - | 2007 XQ51                | 4 dicembre 2007   | Mt. Lemmon Survey |
| 456926 - | 2007 XN52                | 6 dicembre 2007   | Spacewatch        |
| 456927 - | 2007 XT52                | 4 dicembre 2007   | Spacewatch        |
| 456928 - | 2007 XS53                | 15 dicembre 2007  | Spacewatch        |
| 456929 - | 2007 XV57                | 5 dicembre 2007   | Spacewatch        |
| 456930 - | 2007 YQ2                 | 6 dicembre 2007   | LINEAR            |
| 456931 - | 2007 YP16                | 16 dicembre 2007  | Spacewatch        |
| 456932 - | 2007 YU28                | 18 novembre 2007  | Spacewatch        |
| 456933 - | 2007 YJ42                | 30 dicembre 2007  | CSS               |
| 456934 - | 2007 YG43                | 30 dicembre 2007  | Spacewatch        |
| 456935 - | 2007 YN43                | 30 dicembre 2007  | Spacewatch        |
| 456936 - | 2007 YC53                | 30 dicembre 2007  | Spacewatch        |
| 456937 - | 2007 YX53                | 12 ottobre 2007   | LONEOS            |
| 456938 - | 2007 YV56                | 31 dicembre 2007  | CSS               |
| 456939 - | 2007 YY67                | 4 aprile 2005     | Mt. Lemmon Survey |
| 456940 - | 2007 YH72                | 18 dicembre 2007  | Mt. Lemmon Survey |
| 456941 - | 2008 AG                  | 31 dicembre 2007  | Mt. Lemmon Survey |
| 456942 - | 2008 AG5                 | 18 settembre 2007 | Mt. Lemmon Survey |
| 456943 - | 2008 AB17                | 10 gennaio 2008   | Spacewatch        |
| 456944 - | 2008 AO24                | 10 gennaio 2008   | Mt. Lemmon Survey |
| 456945 - | 2008 AW29                | 4 dicembre 2007   | Spacewatch        |
| 456946 - | 2008 AF32                | 13 gennaio 2008   | CSS               |
| 456947 - | 2008 AX41                | 10 gennaio 2008   | Mt. Lemmon Survey |
| 456948 - | 2008 AU51                | 11 gennaio 2008   | Spacewatch        |
| 456949 - | 2008 AJ55                | 11 gennaio 2008   | Spacewatch        |
| 456950 - | 2008 AD56                | 30 dicembre 2007  | Spacewatch        |
| 456951 - | 2008 AZ56                | 11 gennaio 2008   | Spacewatch        |
| 456952 - | 2008 AP57                | 11 gennaio 2008   | Spacewatch        |
| 456953 - | 2008 AV57                | 11 gennaio 2008   | Spacewatch        |
| 456954 - | 2008 AT59                | 11 gennaio 2008   | Spacewatch        |
| 456955 - | 2008 AB62                | 11 gennaio 2008   | Spacewatch        |
| 456956 - | 2008 AR62                | 30 dicembre 2007  | Spacewatch        |
| 456957 - | 2008 AR65                | 11 gennaio 2008   | Spacewatch        |
| 456958 - | 2008 AO68                | 11 gennaio 2008   | Mt. Lemmon Survey |
| 456959 - | 2008 AS68                | 30 dicembre 2007  | Mt. Lemmon Survey |
| 456960 - | 2008 AU70                | 12 gennaio 2008   | Mt. Lemmon Survey |
| 456961 - | 2008 AD79                | 12 gennaio 2008   | Spacewatch        |
| 456962 - | 2008 AN83                | 15 gennaio 2008   | Mt. Lemmon Survey |
| 456963 - | 2008 AN87                | 12 gennaio 2008   | Andrushivka       |
| 456964 - | 2008 AF89                | 30 dicembre 2007  | Spacewatch        |
| 456965 - | 2008 AF92                | 1º gennaio 2008   | Spacewatch        |
| 456966 - | 2008 AQ95                | 30 dicembre 2007  | Spacewatch        |
| 456967 - | 2008 AD97                | 14 gennaio 2008   | Spacewatch        |
| 456968 - | 2008 AG100               | 14 gennaio 2008   | Spacewatch        |
| 456969 - | 2008 AV101               | 20 dicembre 2007  | Spacewatch        |
| 456970 - | 2008 AX108               | 31 dicembre 2007  | Spacewatch        |
| 456971 - | 2008 AC113               | 17 dicembre 2007  | CSS               |
| 456972 - | 2008 AE118               | 13 gennaio 2008   | Spacewatch        |
| 456973 - | 2008 BS2                 | 18 gennaio 2008   | Spacewatch        |
| 456974 - | 2008 BY6                 | 31 dicembre 2007  | Mt. Lemmon Survey |
| 456975 - | 2008 BB12                | 20 dicembre 2007  | Spacewatch        |
| 456976 - | 2008 BS19                | 30 gennaio 2008   | Spacewatch        |
| 456977 - | 2008 BN21                | 30 gennaio 2008   | Mt. Lemmon Survey |
| 456978 - | 2008 BS30                | 15 gennaio 2008   | Mt. Lemmon Survey |
| 456979 - | 2008 BE32                | 30 gennaio 2008   | Mt. Lemmon Survey |
| 456980 - | 2008 BU33                | 19 novembre 2007  | Mt. Lemmon Survey |
| 456981 - | 2008 BM34                | 30 gennaio 2008   | Spacewatch        |
| 456982 - | 2008 BS35                | 30 gennaio 2008   | Spacewatch        |
| 456983 - | 2008 BD38                | 19 settembre 2006 | CSS               |
| 456984 - | 2008 BN49                | 30 gennaio 2008   | Mt. Lemmon Survey |
| 456985 - | 2008 CW5                 | 14 dicembre 2007  | CSS               |
| 456986 - | 2008 CE7                 | 1º febbraio 2008  | Spacewatch        |
| 456987 - | 2008 CU9                 | 2 febbraio 2008   | Mt. Lemmon Survey |
| 456988 - | 2008 CQ14                | 3 febbraio 2008   | Spacewatch        |
| 456989 - | 2008 CK17                | 3 febbraio 2008   | Spacewatch        |
| 456990 - | 2008 CY27                | 10 gennaio 2008   | Mt. Lemmon Survey |
| 456991 - | 2008 CS30                | 2 febbraio 2008   | Spacewatch        |
| 456992 - | 2008 CM35                | 2 febbraio 2008   | Spacewatch        |
| 456993 - | 2008 CU35                | 1º gennaio 2008   | Mt. Lemmon Survey |
| 456994 - | 2008 CF42                | 2 febbraio 2008   | Spacewatch        |
| 456995 - | 2008 CF45                | 11 gennaio 2008   | Mt. Lemmon Survey |
| 456996 - | 2008 CO45                | 2 febbraio 2008   | Spacewatch        |
| 456997 - | 2008 CC50                | 18 dicembre 2007  | Mt. Lemmon Survey |
| 456998 - | 2008 CH50                | 6 febbraio 2008   | CSS               |
| 456999 - | 2008 CJ50                | 6 febbraio 2008   | CSS               |
| 457000 - | 2008 CL51                | 7 febbraio 2008   | Spacewatch        |